# Oppido Lucano
Oppido Lucano är en ort och kommun i provinsen Potenza i regionen Basilicata i Italien. Kommunen hade 3 763 invånare (2017).